# Clavulina cinerea
Clavulina cinerea (Pierre Bulliard, 1788 ex Joseph Schröter, 1888), sin. Clavaria cinerea (Pierre Bulliard, 1788), Ramaria cinerea (Pierre Bulliard, 1788 ex Gray, 1821), din încrengătura Basidiomycota în familia Clavulinaceae și de genul Clavulina, denumită în popor barba caprei cenușie, este o ciupercă comestibilă, saprofită care crește în România, Basarabia și Bucovina de Nord prin luminișuri între iarbă și pe mușchi în păduri mixte și umede precum pe malurile de pârâie, de la câmpie la munte, din (iulie) august până în noiembrie.

## Descriere

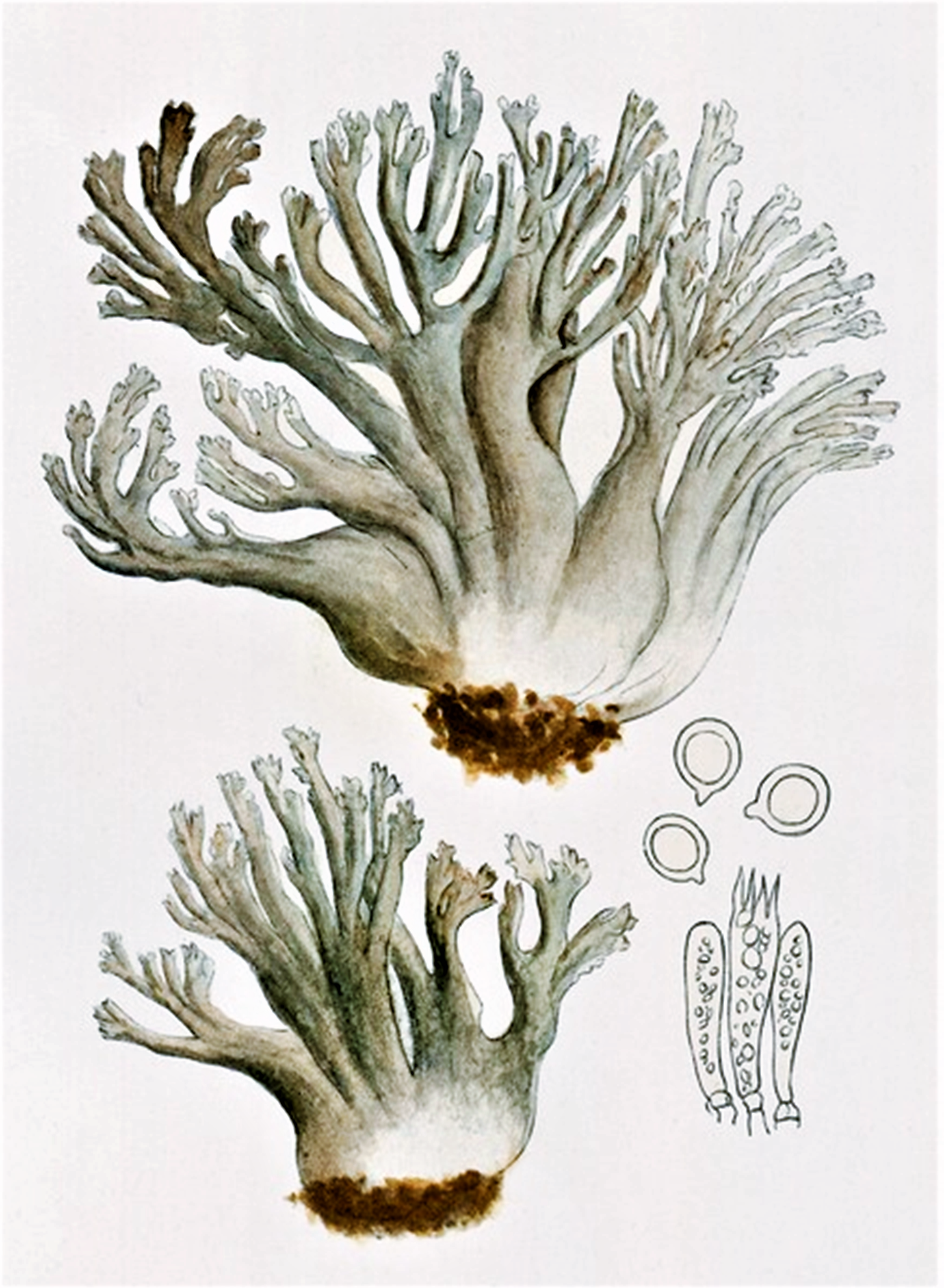
Bres.: Clavaria cinerea

- Corpul fructifer: este tare, dar fragil, are o înălțime de 4-10 cm și un diametru de 2-8 cm, în mănunchi până la 20 cm. Ramurile brumate mat, destul de lungi și adesea îndoite, cu o lățime de 2-4 mm, în formă de corală, uneori bifurcate, semănând câteodată unor cornuri de cerb, sunt încrețite de-a lungul lor și turtite sau dințate la vârf. Coloritul este tânăr alb-gălbui până ocru, apoi cenușiu.
- Piciorul: are picior veritabil. Trunchiul bazal este scurt, compact, ramificat neregulat și de culoare albicioasă cu nuanțe gălbuie.
- Carnea: este tare dar fragilă, gri-albicioasa până palid cenușie, câteodată marmorată gri, cu miros aproape imperceptibil și gust plăcut (dar la bătrânețe deseori amărui). Se colorează brun-cenușiu la leziune.[3][4] Specia este adesea infestată de buretele parazitar Helminthosphaeria clavariarum, ce se vede prin colorarea suprafeței violete, punctată gri-negricios, începând la bază. Atunci, Clavulina cinerea nu mai este comestibilă, putregaiul fiind toxic.[5]
- Caracteristici microscopice: are spori rotunjori, netezi, neamilozi (nu intră în reacție cu iod), hialini (translucizi), conținând o picătură mare uleioasă și au o mărime de 6,5-11 x 6-10 microni. Pulberea lor este deschis albicioasă.
- Reacții chimice: nu sunt cunoscute.[3][4]

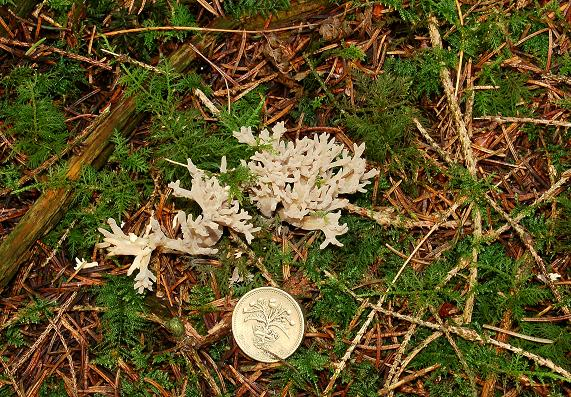
C. cinerea tinere
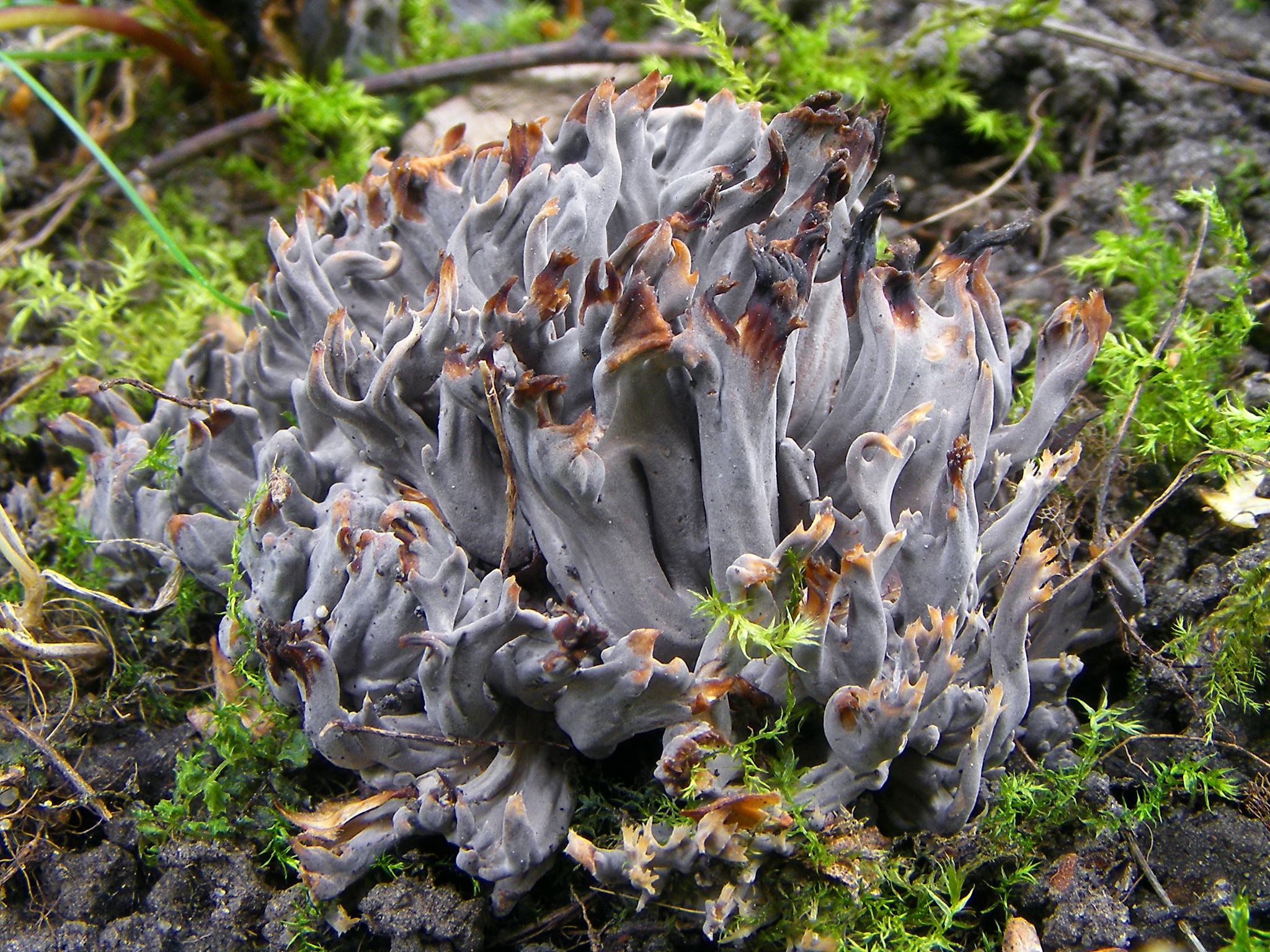
C. cinerea bătrâne
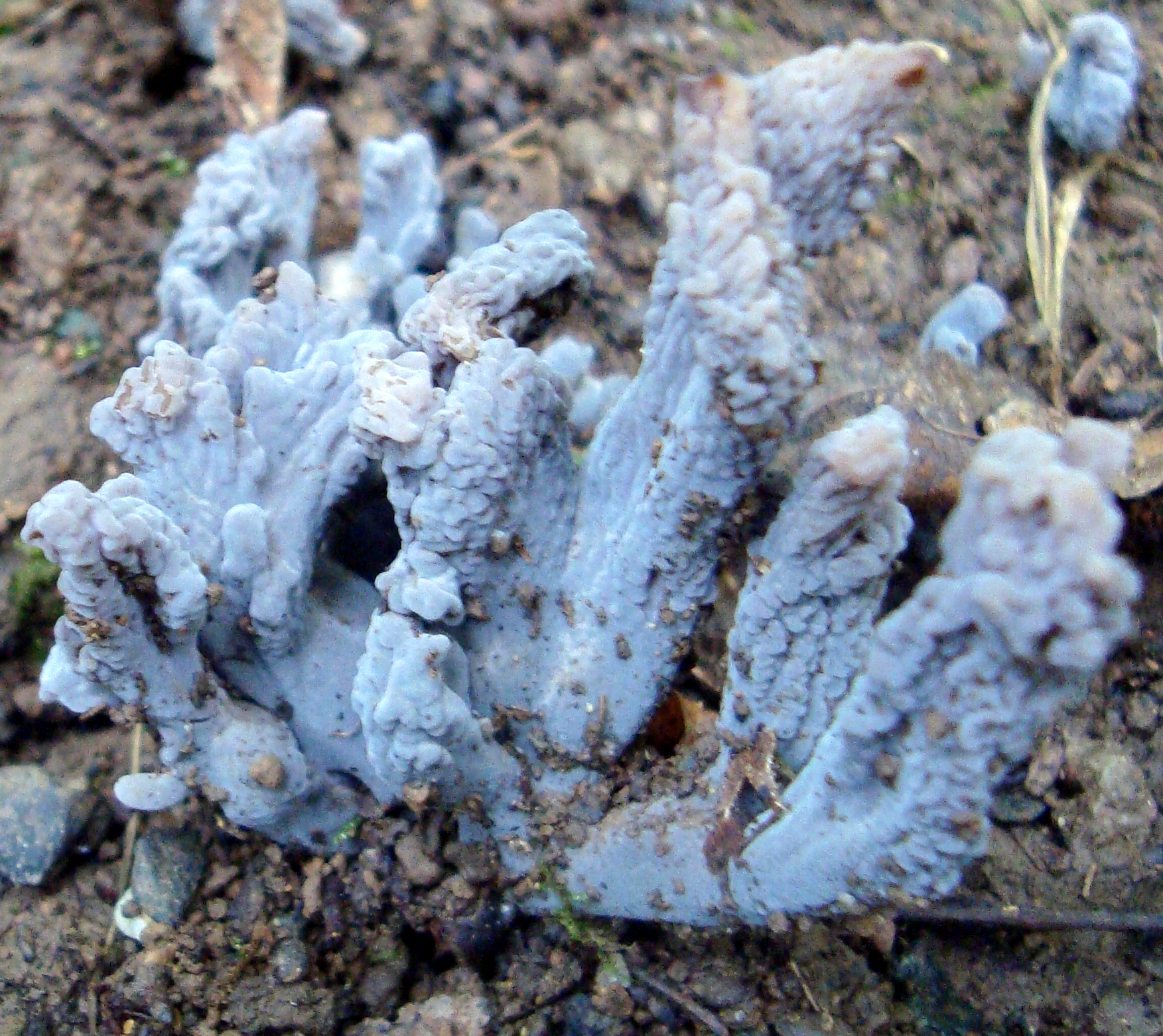
C. cinerea vătămată printr-un burete de putregai

## Confuzii
Ciuperca poate fi confundată ușor numai cu specii asemănătoare care nu sunt otrăvitoare, ca de exemplu: Clavaria fragilis sin. Clavaria vermicularis (fără valoare culinară), Clavaria fumosa (fără valoare culinară),Clavulina amethystina (comestibil), Clavulina coralloides (comestibil), Clavulina rugosa (comestibilă, de valoare inferioară), Ramaria abietina (necomestibilă), Ramaria fennica (necomestibilă), Ramaria gracilis (necomestibilă), sau Ramariopsis kunzei (comestibilă, de valoare inferioară), dar de începători chiar și cu cea mult mai puternic dezvoltata și toxica Ramaria formosa (otrăvitoare) în stadiu tânăr precum cu Thelephora palmata (necomestibilă).

## Specii asemănătoare

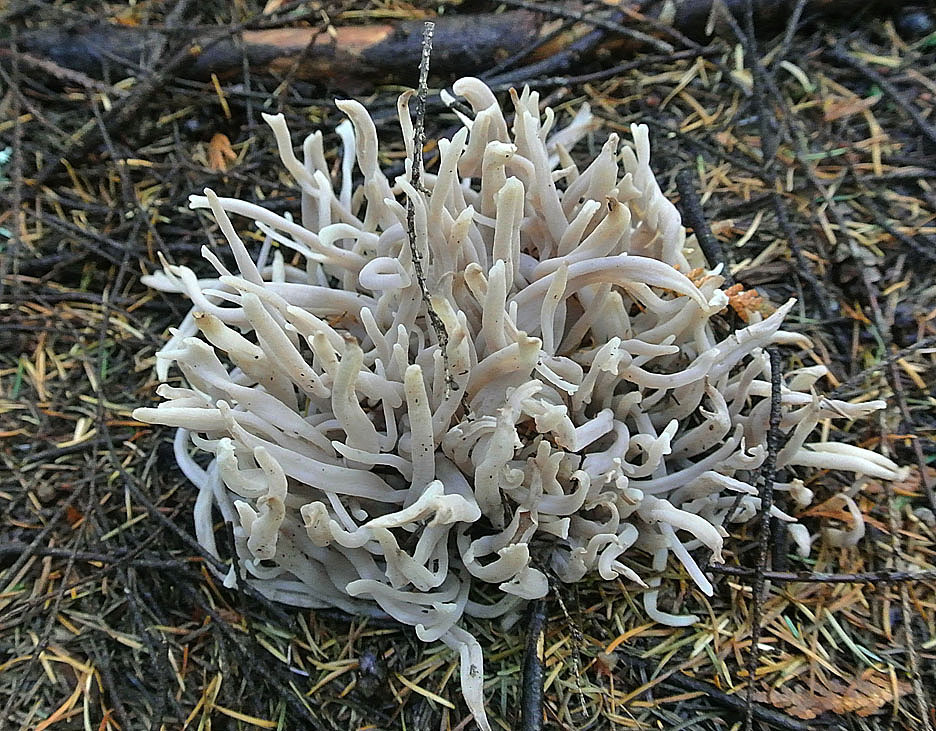
Clavaria fragilis sin. vermicularis
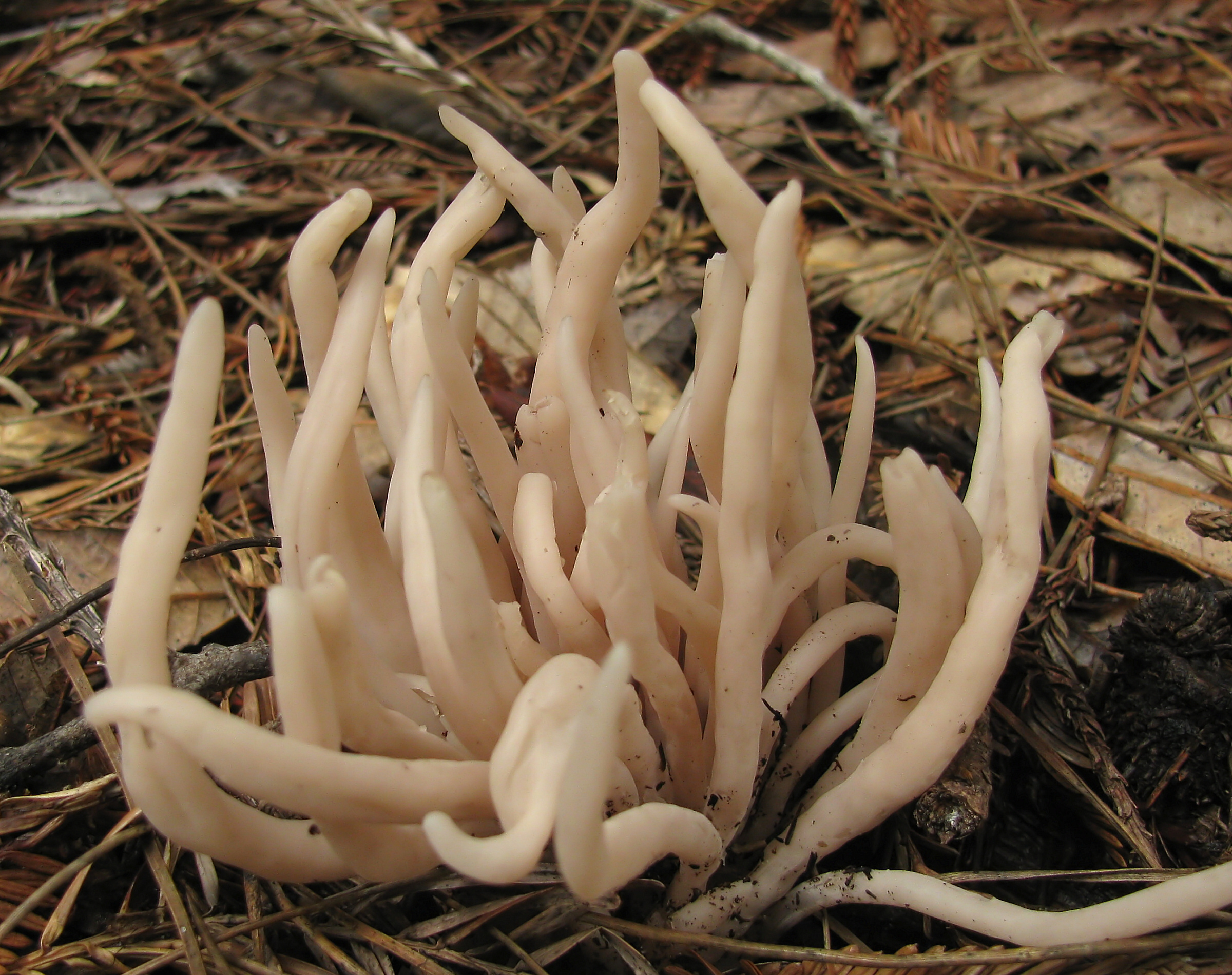
Clavaria fumosa
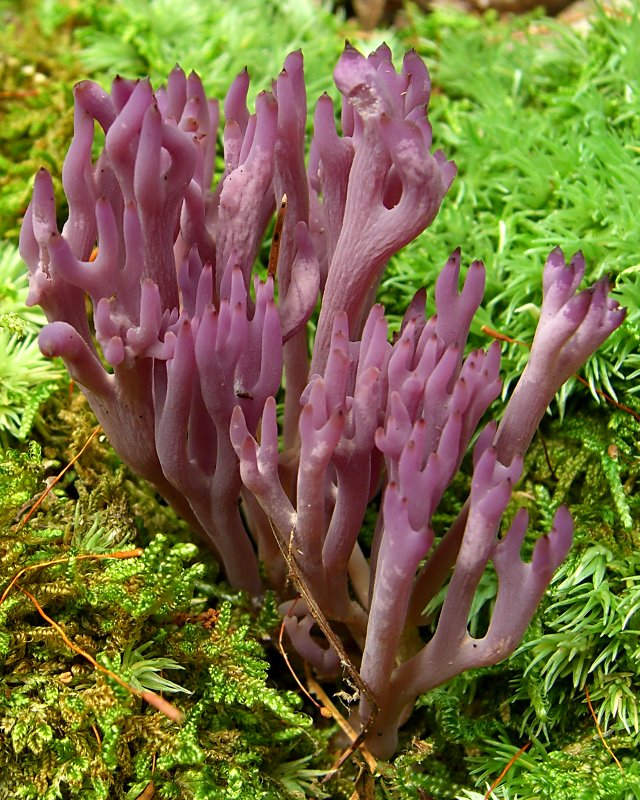
Clavulina amethystina
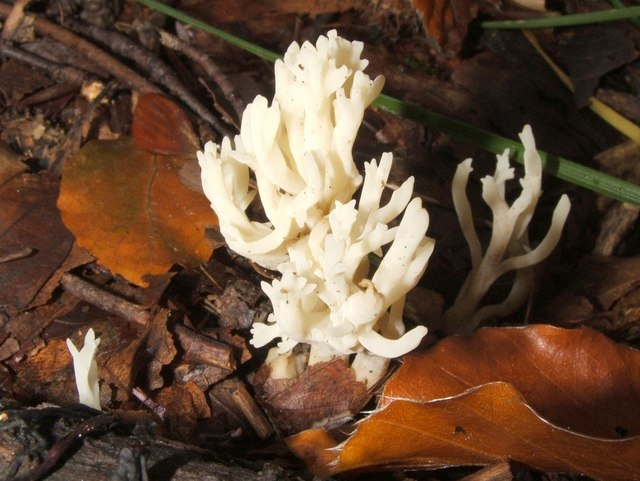
Clavulina coralloides
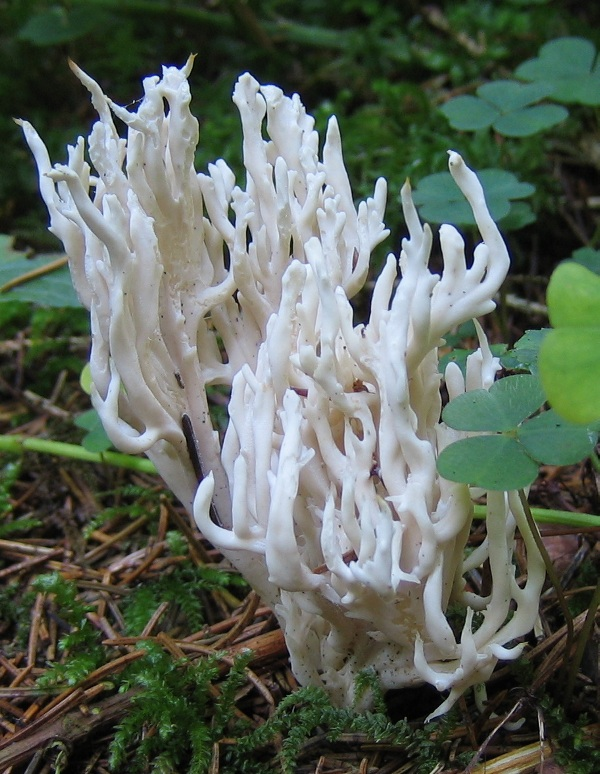
Clavulina rugosa
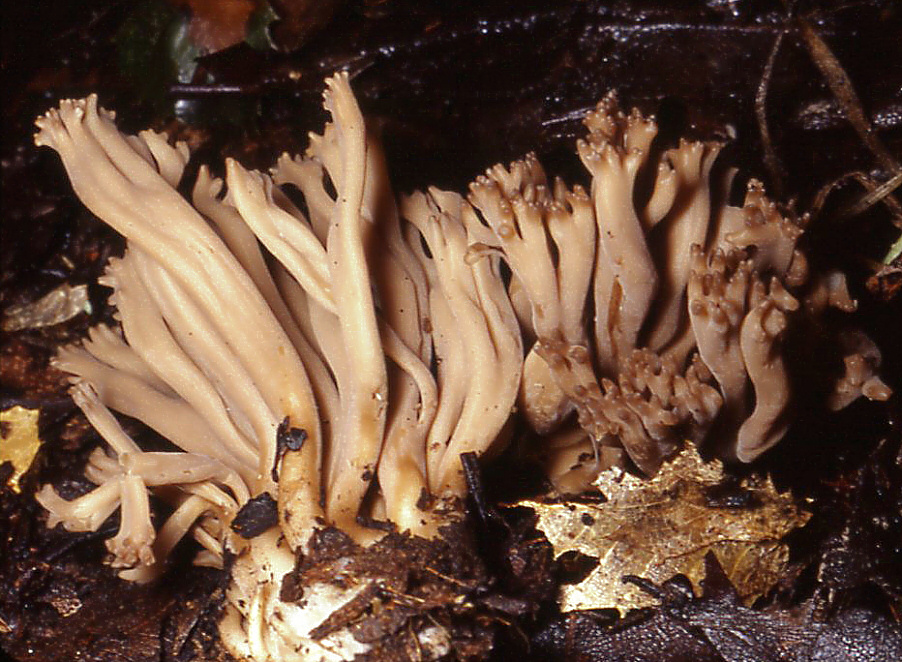
Clavulinopsis umbrinella

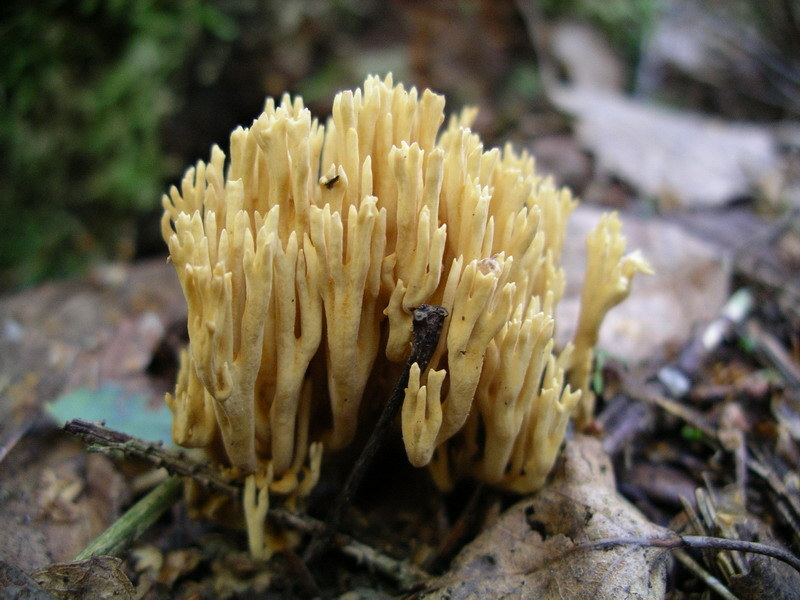
!Ramaria abietina!
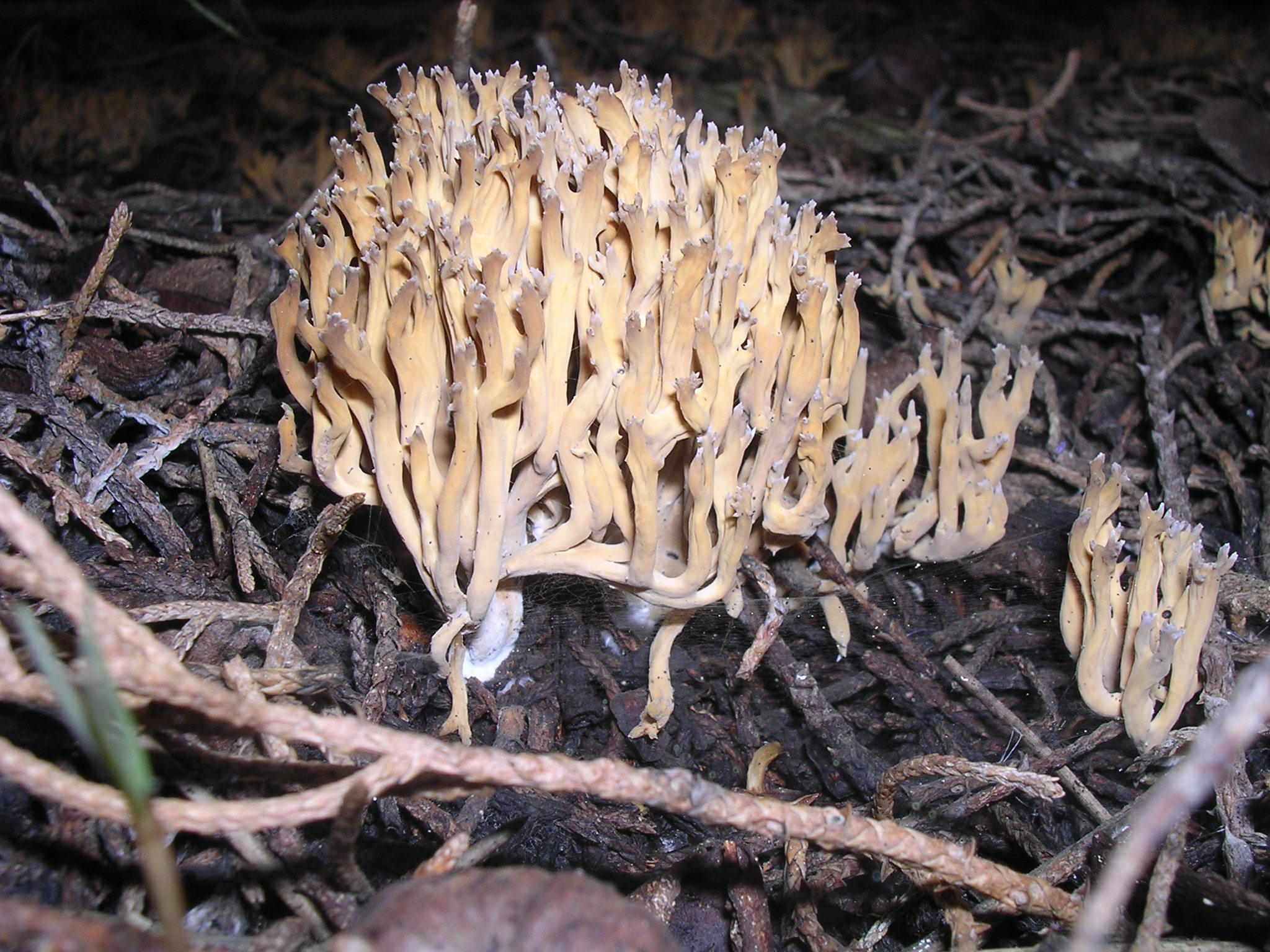
!Ramaria fennica!
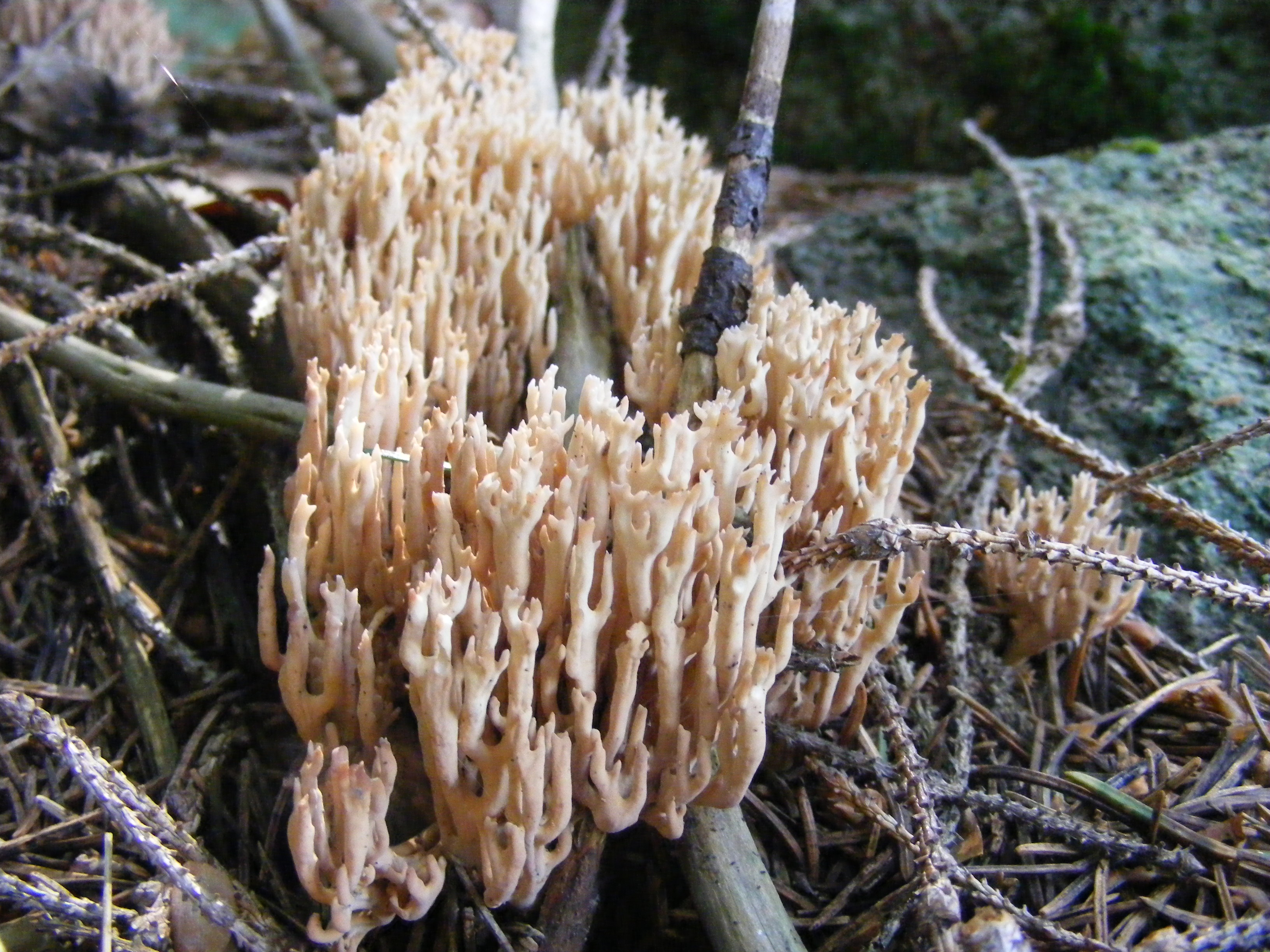
!!Ramaria formosa!!
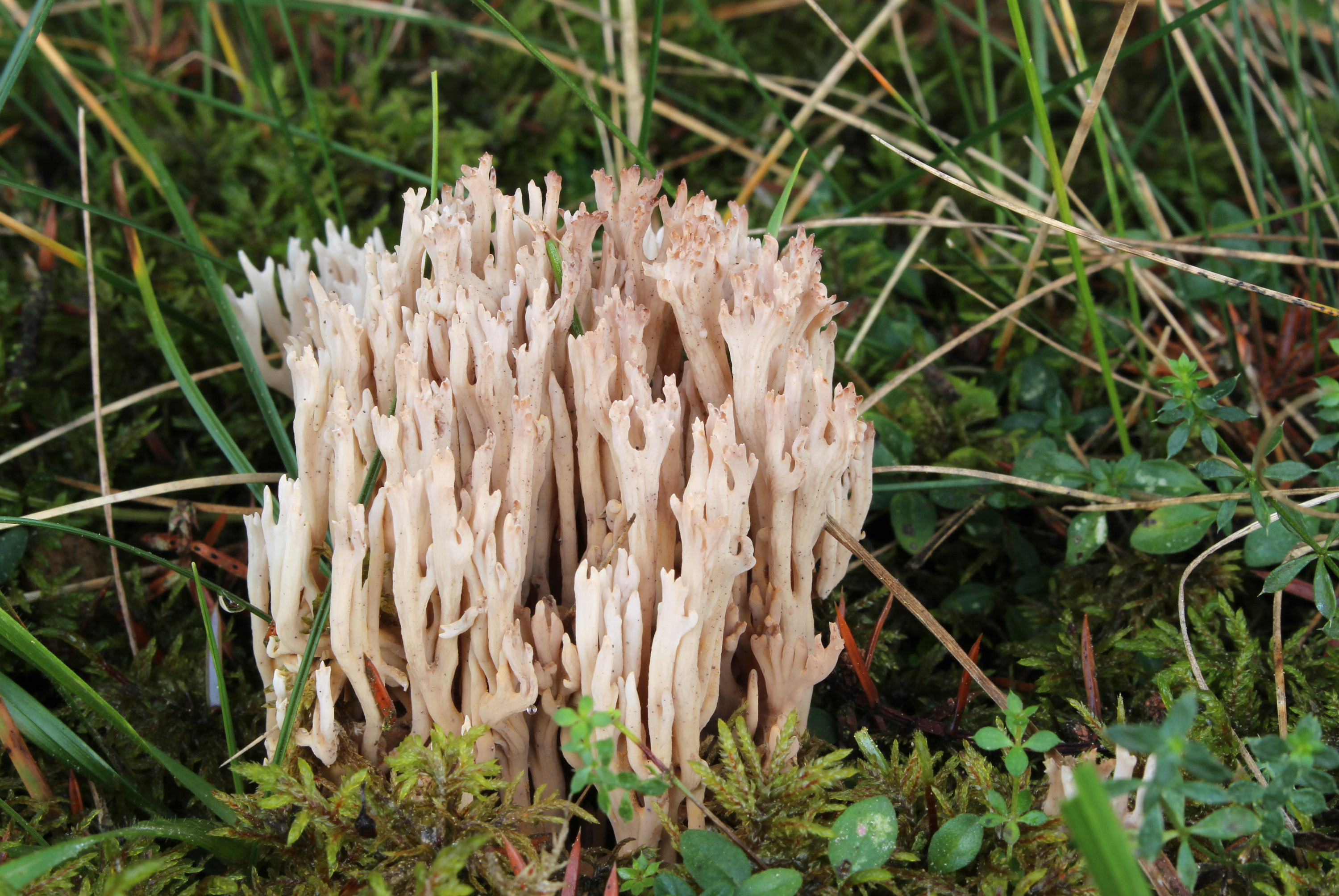
Ramaria gracilis
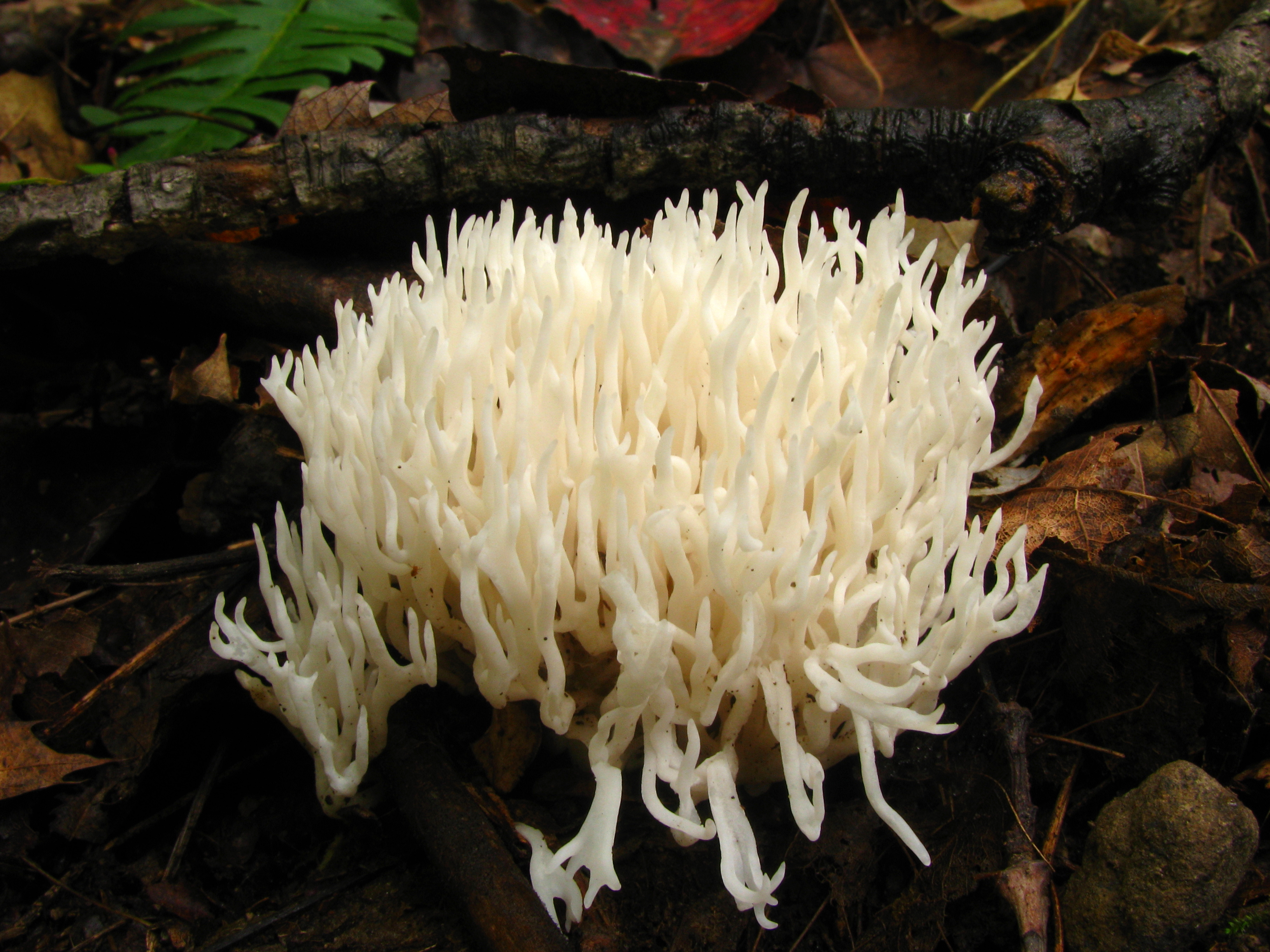
Ramariopsis kunzei
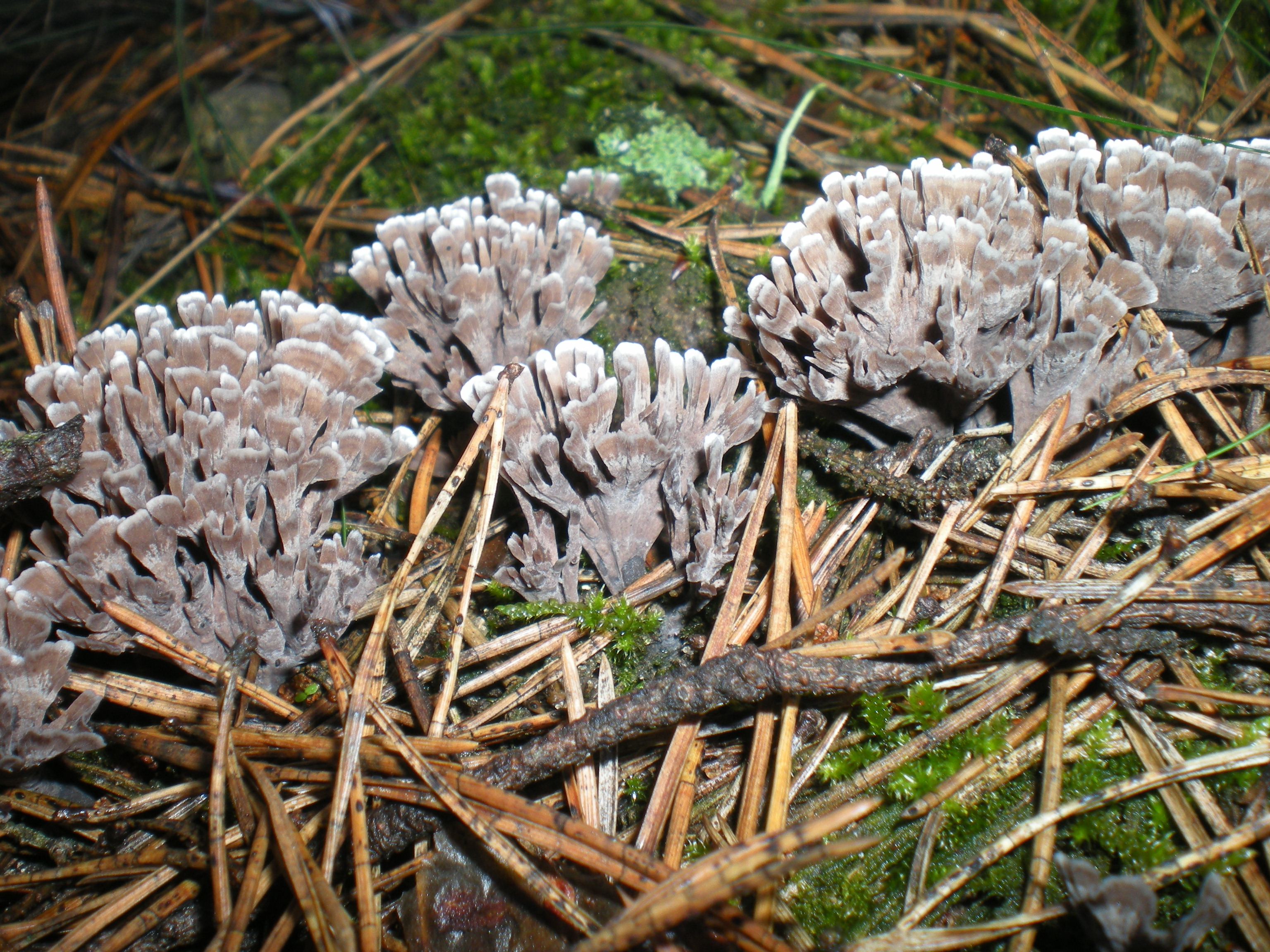
!Thelephora palmata!

## Valorificare
Barba caprei cenușie este o ciupercă comestibilă adesea sub-evaluată și ușor de recunoscut, fiind destul de populară populară în bucătărie. Se recomandă de a folosii mereu bureți mai tineri ai acestui soi pentru că exemplare bătrâne pot fi amăruie. Se potrivește ca adăugare la mâncăruri de ciuperci cu zbârciogi și crețuște precum pentru conservat, asemănător barba țapului. Ciuperci vătămate de Helminthosphaeria clavariarum sunt otrăvitoare. (vezi mai sus).